# Tiol

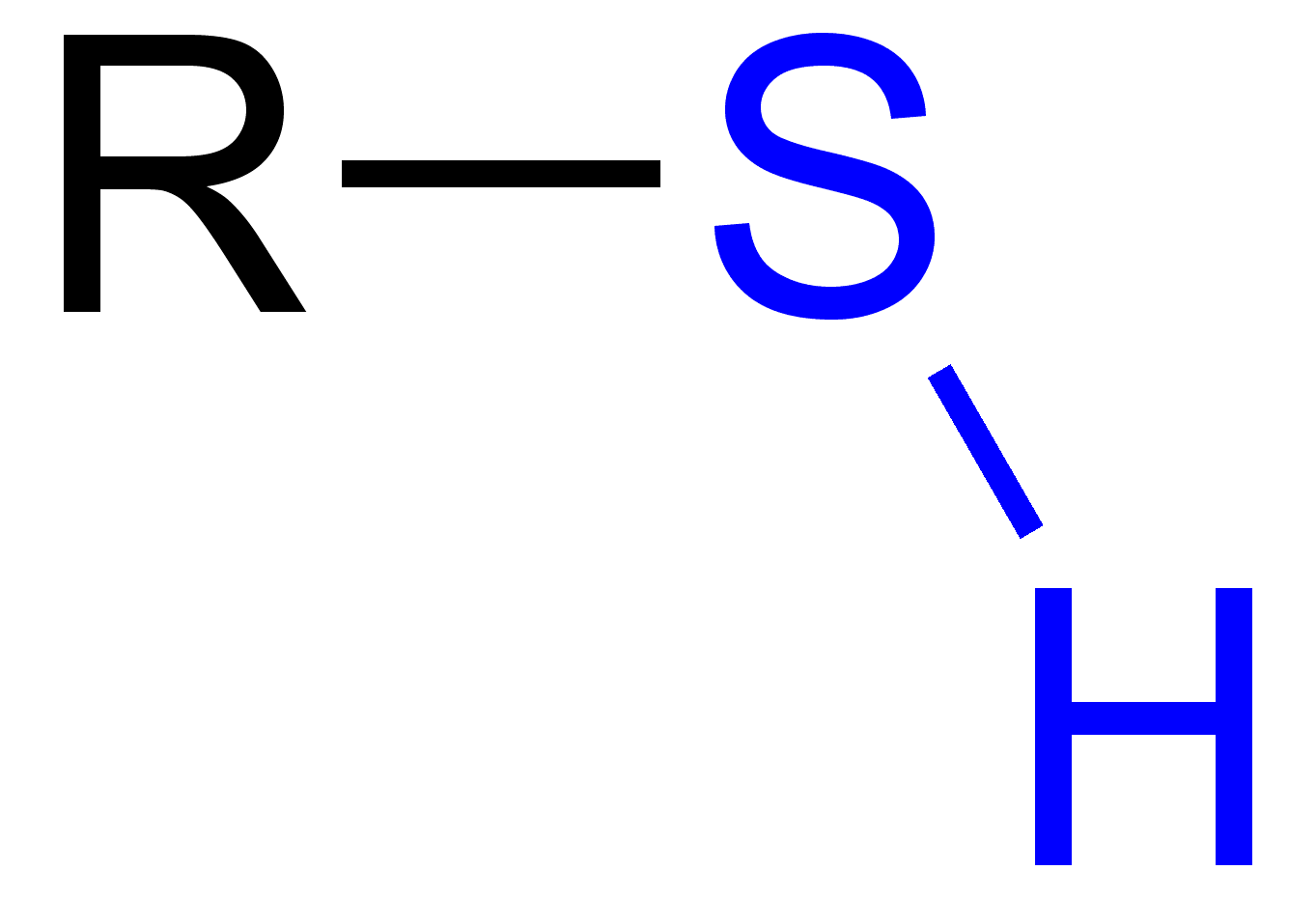
Formula generală a unui tiol, cu grupa sulfhidril colorată în albastru.

În chimia organică, un tiol este un compus organic care conține unul sau mai mulți atomi de sulf, legați de catena de carbon prin legături de tipul R–SH (unde R reprezintă un radical alchil sau un alt substituent organic, iar -SH este o grupă sulfhidril). Tiolii sunt compușii analogi ai alcoolilor, dar conțin grupa sulfhidril -SH în locul grupării hidroxil -OH, iar denumirea lor provine de la „theion” (θεῖον) și sufixul -ol, primul cuvânt fiind echivalentul grecesc pentru sulf. 
Mercaptanii sunt adăugați în gazele combustibile, întrucât au un miros extrem de neplăcut și ajută la semnalarea pierderii accidentale de gaz. Un tiol adesea folosit în acest domeniu este terț-butiltiolul (sau 2-metil-2-propantiol). Mirosul este asemănător celui de usturoi sau de ouă stricate.

## Nomenclatură
Tiolii mai sunt denumiți câteodată mercaptani. Denumirea de mercaptan a fost introdusă în 1832 de William Christopher Zeise și este derivată de la cuvintele latinești mercurium captāns. 
Tiolii se denumesc asemănător alcoolilor, indicând hidrocarbura de la care provine și adăugând sufixul -tiol. De asemenea, se mai pot denumi și adăugând sufixul -mercaptan la numele radicalului hidrocarbonat.  Astfel, CH3-SH poate fi denumit metantiol sau metilmercaptan. Alte exemple de tioli sunt: cisteina, etantiolul (etilmercaptan), propantiolul (propilmercaptan), tiofenolul, coenzima A și glutationul.

## Obținere

### Industrială
La nivel industrial, metantiolul, cel mai simplu tiol, este sintetizat în urma reacției dintre hidrogenul sulfurat și metanol, în prezența unui catalizator solid acid, cum ar fi oxidul de aluminiu:
{\displaystyle {\ce {CH3OH + H2S -> CH3SH + H2O}}}
O altă variantă de sinteză frecventă presupune reacția de adiție a hidrogenului sulfurat la alchene. Această metodă se face de obicei în prezența unor catalizatori acizi sau a luminii ultraviolete. Se mai poate aplica și o reacție dintre hidrogenul sulfurat și o halogenură organică (derivat halogenat).
În aceeași ordine de idei, se poate aplica reacția de alchilare a hidrogenosulfatului de sodiu (X = Cl, Br, I):
{\displaystyle {\ce {RX + NaSH -> RSH + NaX}}}

### În laborator
În general, la nivel de laborator, metoda de sinteză a tiolilor bazată pe reacția directă dintre un derivat halogenat și hidrogenosulfura de sodiu este ineficientă, deoarece poate duce la formarea de sulfuri ca produși secundari de reacție. Totuși, se poate aplica o conversie a halogenurilor de alchil la tioli prin intermediul unei etape de S-alchilare a tioureei. Reacția decurge cu un intermediar sare de izotiouroniu, care este hidrolizat ulterior:
{\displaystyle {\ce {CH3CH2Br + SC(NH2)2 -> [CH3CH2SC(NH2)2]Br}}}
{\displaystyle {\ce {[CH3CH2SC(NH2)2]Br + NaOH -> CH3CH2SH + OC(NH2)2 + NaBr}}}
Această metodă merge foarte bine la halogenurile primare, în special la cele activate. Tiolii secundari și terțiari sunt mai complicat de preparat. Tiolii secundari pot fi preparați plecând de la cetonele corespunzătoare prin intermediari ditiocetalici. O altă metodă în etape este alchilarea unui tiosulfat, cu obținerea unui tiosulfonat, urmată de hidroliză. Un exemplu ilustrativ este sinteza acidului tioglicolic:
{\displaystyle {\ce {ClCH2CO2H + Na2S2O3 -> Na[O3S2CH2CO2H] + NaCl}}}
{\displaystyle {\ce {Na[O3S2CH2CO2H] + H2O -> HSCH2CO2H + NaHSO4}}}
Compușii organolitici și reactivii Grignard reacționează cu sulful, dând tiolați, care sunt hidrolizați la tiolul părinte:
{\displaystyle {\ce {RLi + S -> RSLi}}}
{\displaystyle {\ce {RSLi + HCl -> RSH + LiCl}}}
Fenolii se pot transforma în tiofenoli printr-o reacție de transpoziție a unor O-aril-dialchil-tiocarbamați:

## Proprietăți
Tiolii formează săruri numite mercaptide. Astfel, prin reacția cu hidroxidul de sodiu se formează săruri de forma R-SNa, iar prin reacția cu mercurul și alte metale grele se formează săruri de forma (R-S)2Hg. 
Ca și hidrogenul sulfurat, tiolii sunt sensibili la autoxidare, formând disulfuri. Oxidarea mai energică duce la acizi sulfinici și sulfonici.